# Tuchfabrik Müller
Das LVR-Industriemuseum Tuchfabrik Müller ist ein Museumsstandort des dezentralen LVR-Industriemuseums in Euskirchen-Kuchenheim. Das Museum zeigt eine vollständig erhaltene Volltuchfabrik mit einem Maschinenpark aus dem frühen 20. Jahrhundert. Wesentliche Produktionsschritte werden mit den historischen Maschinen im Vorführbetrieb gezeigt.
Die Tuchfabrik Müller ist Ankerpunkt der Europäischen Route der Industriekultur sowie zentraler Punkt der Wollroute.

## Geschichte

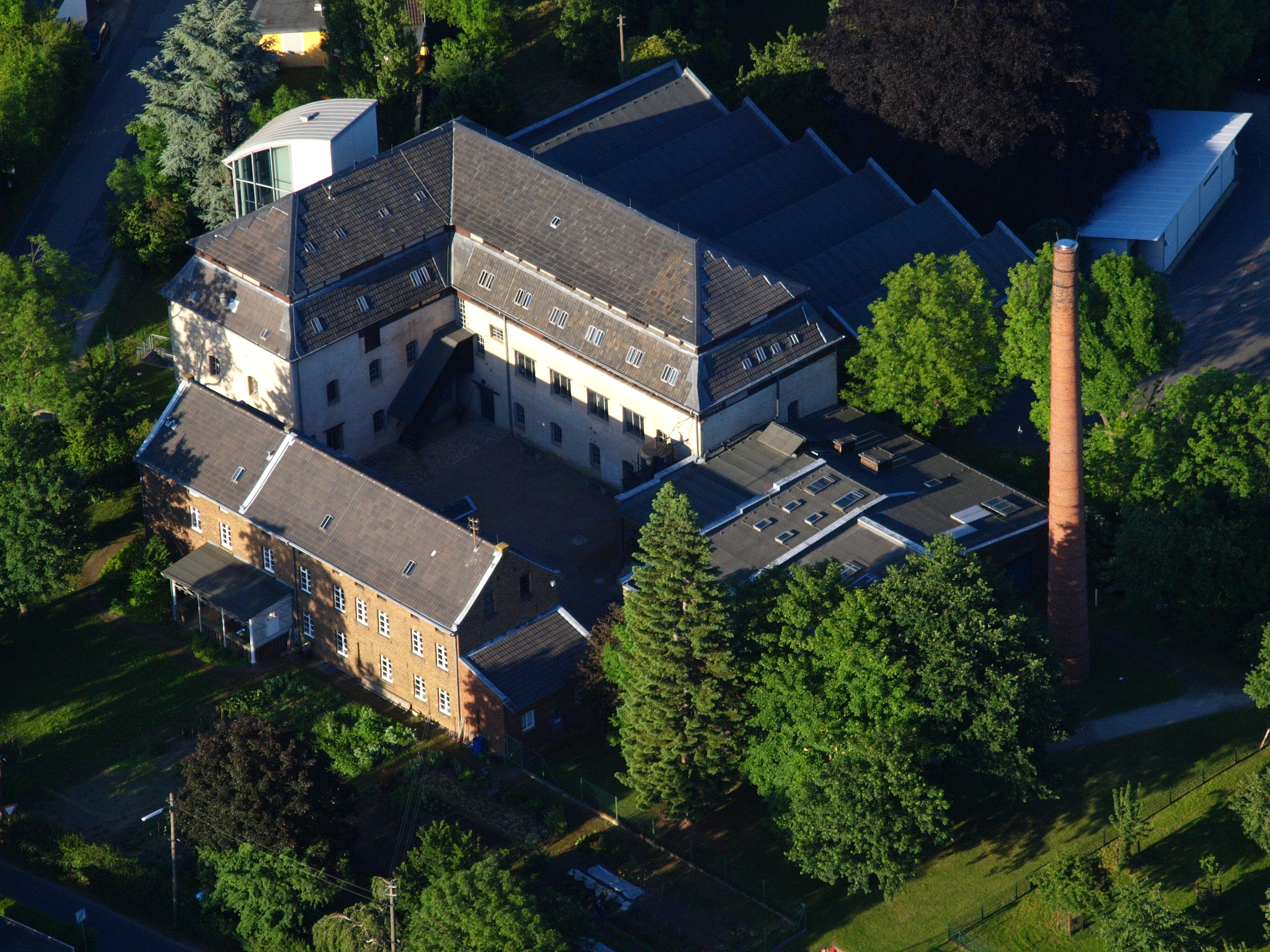
Das historische Ensemble mit dem Lager- und Unternehmerwohnhaus (vorne links) und dem Maschinen- und Kesselhaus samt Schornstein (vorne rechts). Luftbild 2012

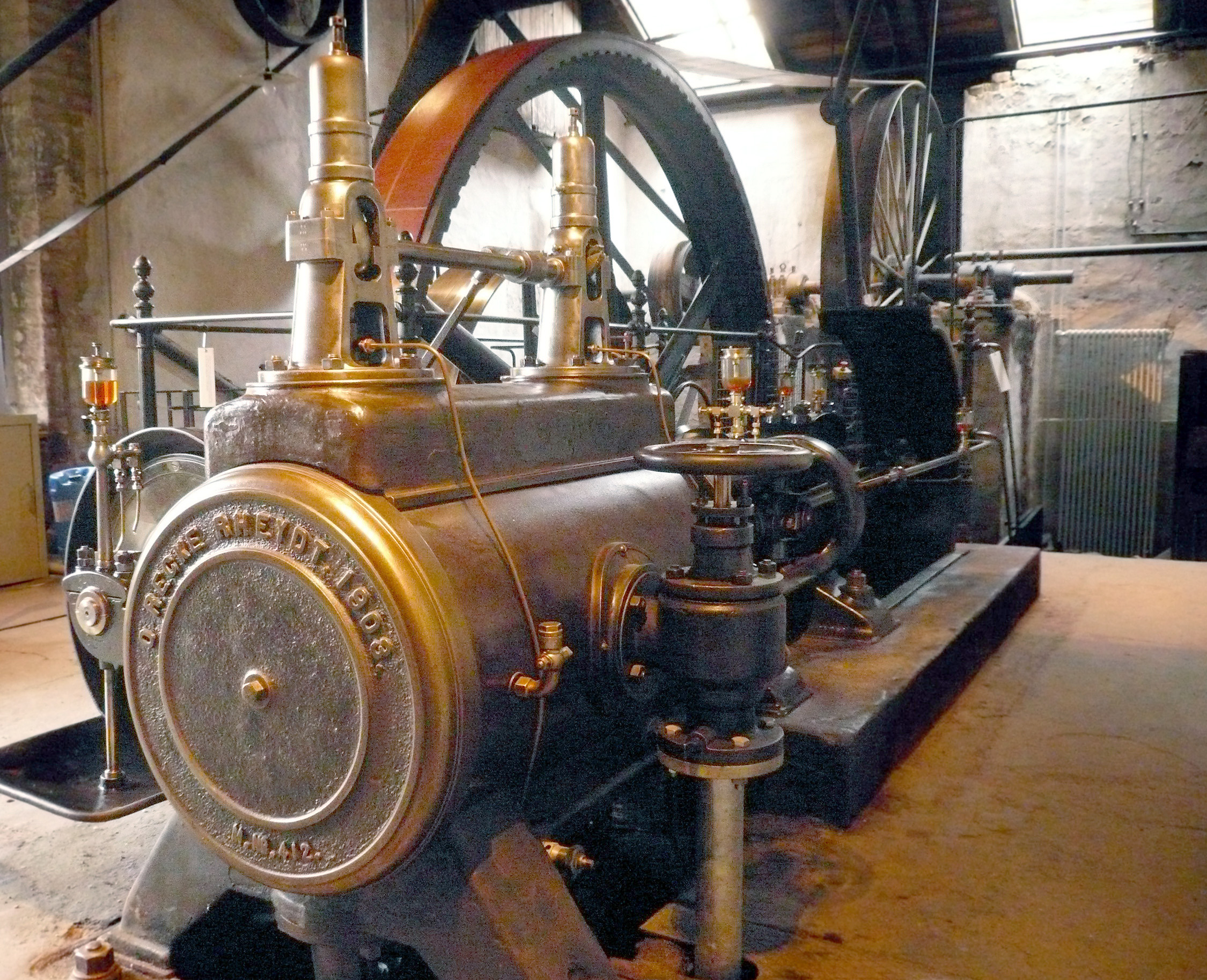
Dampfmaschine aus dem Jahr 1903

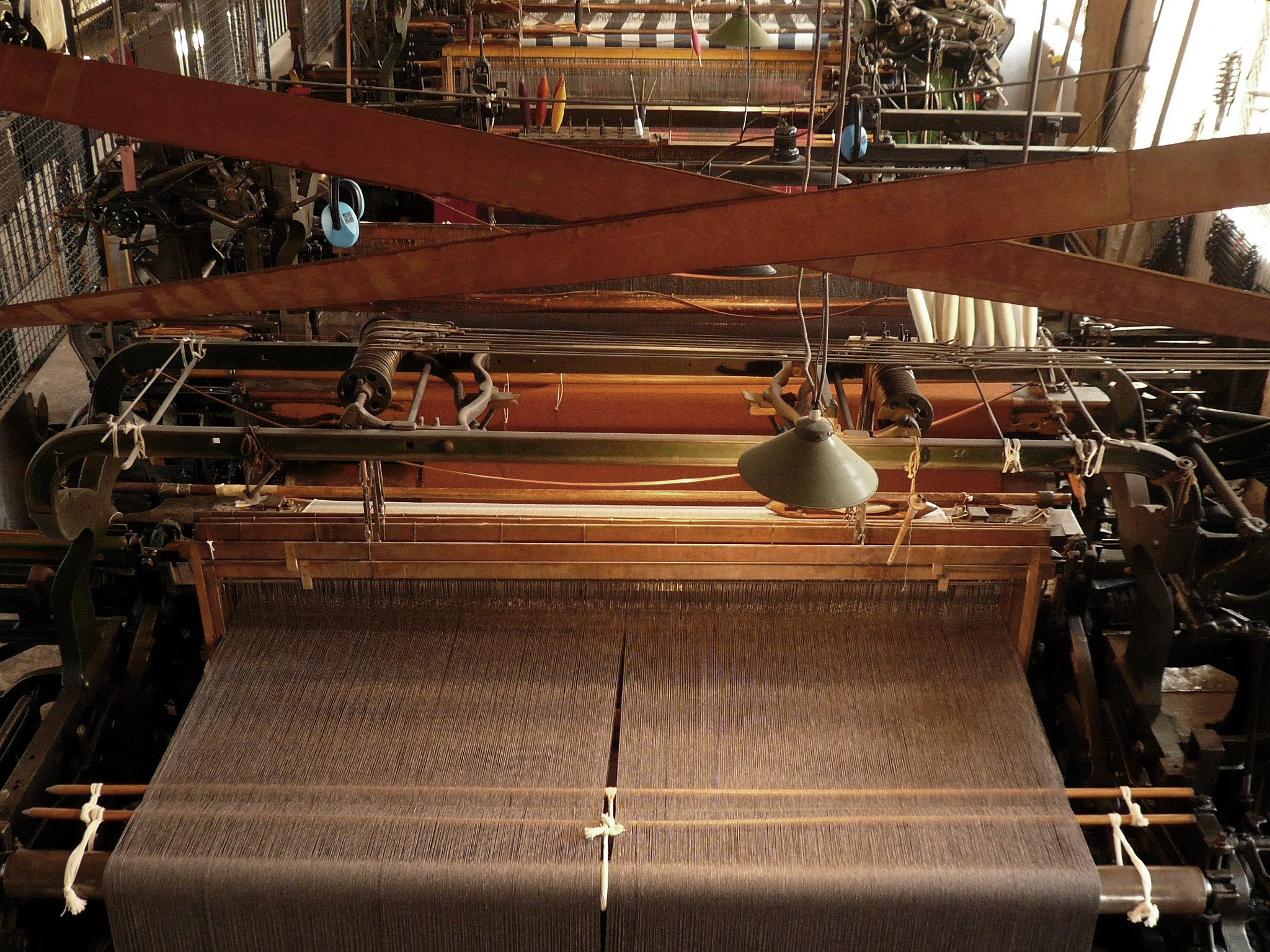
Blick in die Weberei

Die Tuchfabrik Müller arbeitete mit einem Maschinenbestand aus der Zeit um 1900 bis zur Schließung 1961. Der Besitzer Kurt Müller sah sich Anfang der 1960er Jahre gezwungen, die Produktion einzustellen, weil er nicht mehr genügend Aufträge bekam. Er hegte aber die Hoffnung, dass er die Fabrikation wieder aufnehmen könne, und erhielt die gesamte Fabrikeinrichtung – so wie sie am letzten Betriebstag verlassen wurde. Die folgende Zeit verfiel die Anlage in einen „Dornröschenschlaf“, der gut 20 Jahre dauerte.
Anfang der 1980er Jahre entdeckten Denkmalpfleger das Ensemble als Zeugnis der Technik- und Sozialgeschichte. Auf Grund der authentischen Überlieferung des gesamten Fabrikensembles wurde die Tuchfabrik schon bald als „Glücksfall der (…) rheinisch-westfälischen Industriegeschichte“ und als „Denkmal von nationalem Rang“ bezeichnet und unter Denkmalschutz gestellt. 1988 übernahm der Landschaftsverband Rheinland die Fabrik, um aus ihr einen Schauplatz des damals im Aufbau befindlichen dezentralen Rheinischen Industriemuseums (heute LVR-Industriemuseum) zu machern.
Auf diese Weise blieb das gesamte Gebäudeensemble der Tuchfabrik der Nachwelt nahezu unberührt erhalten: der Fabrikbau von 1801, das Maschinen- und Kesselhaus, das Unternehmerwohnhaus, das Woll- und Tuchlager, das Kontor, der Dampfkessel, die Dampfmaschine, die Kraftübertragung über Transmissionswellen und -riemen und die ca. 60 Großmaschinen zur Wolltuchherstellung. Auch der Nutzgarten und die Obstwiese, die unmittelbar an das Fabrikensemble angrenzen und von der Unternehmerfamilie bestellt wurden, sind erhalten.
Der Maschinenpark spiegelt „nahezu lexikalisch die … Textilmaschinenproduktion der ersten drei Jahrzehnte des 20. Jahrhunderts“. Bemerkenswert ist zudem die komplette Überlieferung. „Eine so vollständig erhaltene Fabrik (…) der Jahrhundertwende gibt es nirgendwo in Europa. Erhalten ist alles.“ Neben den Maschinen blieb „nahezu das komplette Arbeitsplatzinventar“ überliefert: Materialien, Garnrollen, Werkzeuge, selbstgebastelte Hilfsmittel, Ersatzteile, Hinweisschilder, Notizen der Arbeiter, Arbeitsanleitungen an den Wänden. Auch persönliche Habseligkeiten der Arbeiter wurden an den Arbeitsplätzen und in den Spinden gefunden: zum Beispiel Kaffeetassen, Kämme, Handbürsten, Spiegelscherben, Kopfschmerztabellen, Zigarettenschachteln, ein durchgetretener Schuh. Alle diese Inventarteile tragen wesentlich zur besonderen Anmutung und Denkmalqualität der Tuchfabrik bei, die sich nicht allein aus den Gebäuden und den großen Maschinen, sondern aus dem gesamten Ensemble mit insgesamt über 5000 Inventarteilen nährt. In dieser dichten Überlieferung bekommen gerade die einfachen und vermeintlich unwichtigen Alltagsgegenstände eine besondere Bedeutung, weil sie einen „Zeugniswert für historisch verschwundene Arbeitsweisen“ besitzen und damit wesentlich zur Aussagekraft des Objektes beitragen.
Die Geschichte der Tuchfabrik wurde zunächst im Rahmen eines Forschungsprojekts in Bezug auf die Technik, die Arbeit und das Inventar minutiös dokumentiert. Im Jahr 2000 öffnete das Museum nach der umfangreichen aber behutsamen Restaurierung als letzter Schauplatz des dezentralen LVR-Industriemuseums die Fabrik für Museumsbesucher. Ziel der musealen Präsentation war es, „die Fabrik in ihrem einzigartigen Gesamtzusammenhang vollständig zu erhalten und den historischen Bestand nur sehr zurückhaltend und unmittelbar objektbezogen zu erläutern und zu ergänzen.“:31–51, 39 f Bautechnisch und restauratorisch war das Museum bestrebt, den Zustand des letzten Betriebsjahres 1961 zu konservieren und gegebenenfalls wiederherzustellen. Die Maschinen und sämtliche Inventarteile präsentieren sich an dem Platz und in dem Zustand des letzten Betriebstages. Die „Sammlung der Ausstellungsstücke und ihre Anordnung hat gewissermaßen die Geschichte selbst vorgenommen.“ Im Ergebnis bietet die Tuchfabrik nicht den Eindruck eines klassischen, nach wissenschaftlichen Kriterien geordneten Museums, sondern eher einer lebensnahen und komplexen Fabrikwelt.

## Technik der Tuchfabrik

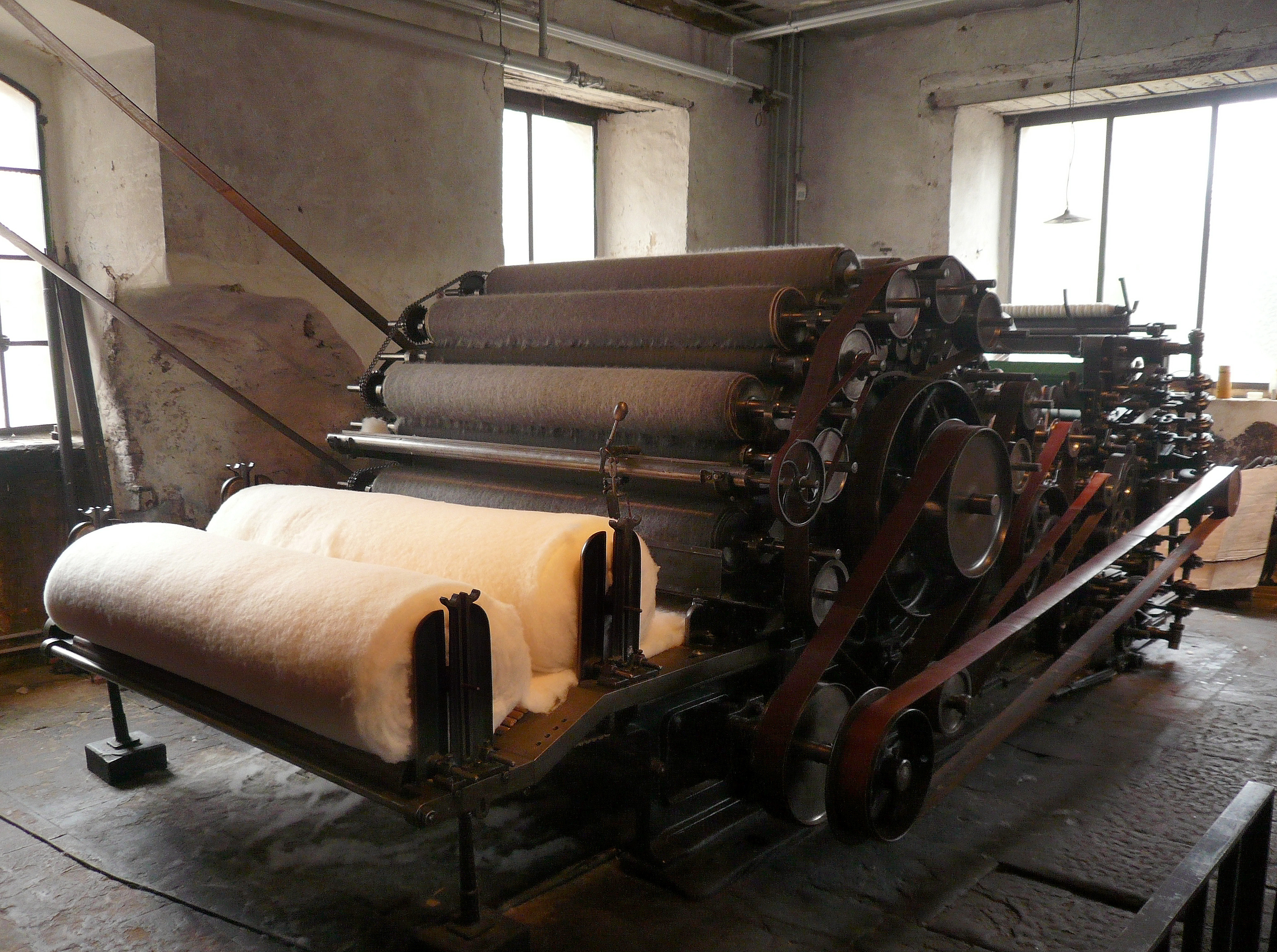
Vorgarnherstellung in der Krempelei

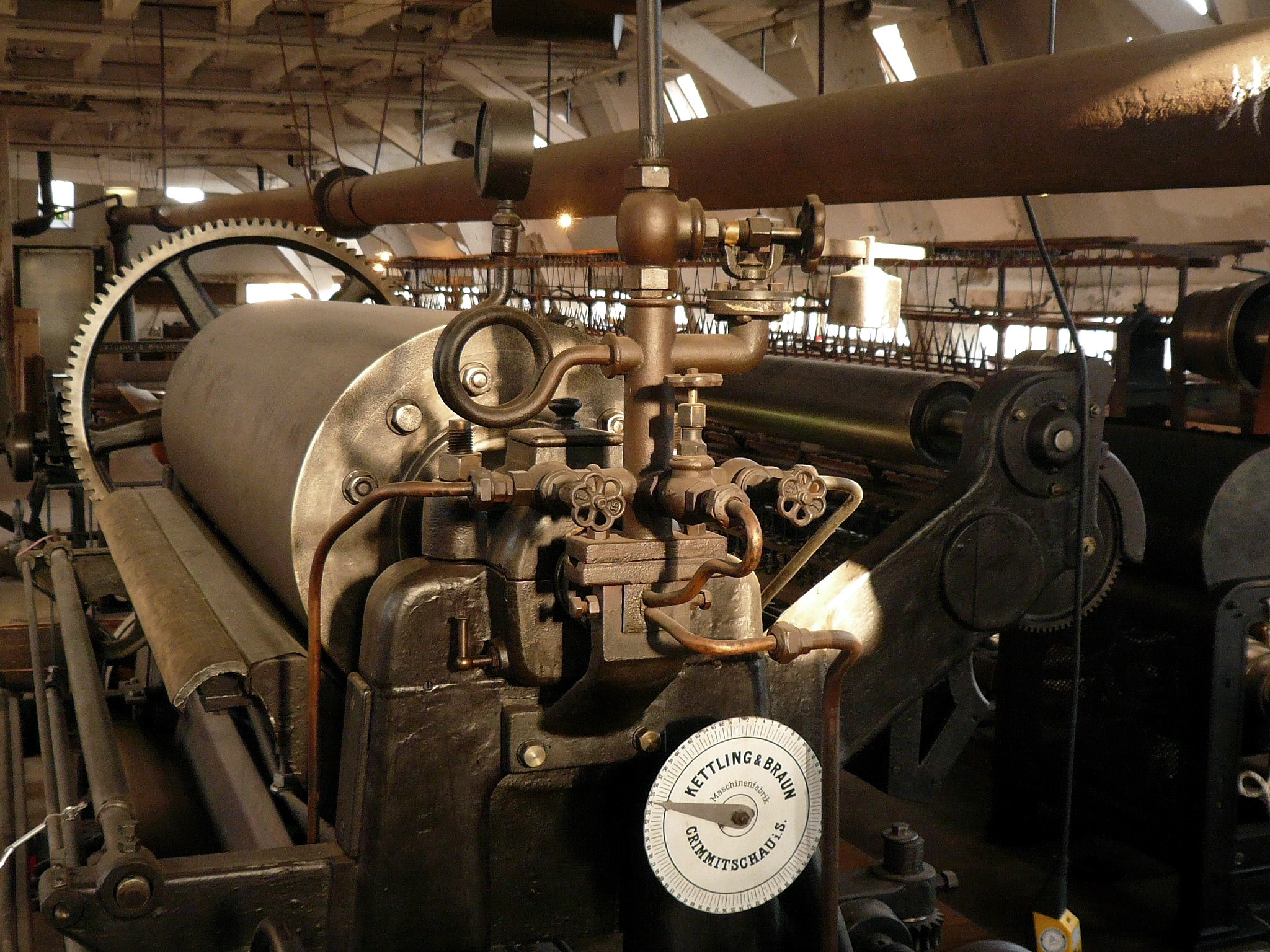
Tuchpresse in der Endappretur

Die Tuchfabrik Müller war eine typische kleine Volltuchfabrik. Sie bezog gewaschene Wolle und stellte daraus Streichgarntücher für den Zivilbedarf, aber auch für Uniformen her. Streichgarntücher sind robuste, loden- oder tweedartige Wolltücher, die nach dem Weben noch gewalkt werden. Dadurch wird das Tuch dichter. Die Wollfasern verbinden sich dabei zu einer besonders robusten und strapazierfähigen Oberfläche. Die Tuchfabrik versandte das fertige Tuch an Tuchhändler, Kaufhäuser und Kleidungsfabriken.
Die um 1900 beschaffte Produktionstechnik wurde kaum modernisiert. Der Versuch der Elektrifizierung der Fabrik scheiterte in den 1920er Jahren. Daher hatten auch der Antrieb über die Dampfmaschine und die Wellen und Riemen der Transmission bis zur Fabrikschließung 1961 Bestand.
Folgende Produktionseinheiten und Einrichtungen zur Streichgarnherstellung sind bis heute erhalten und zu besichtigen:
- Maschinenhaus (Dampfkessel und Dampfmaschine)
- Färberei (Färben der Wolle)
- Wolferei (Lockerung, Reinigung und Vermischung der Wolle)
- Krempelei (Herstellung von Vorgarn)
- Spinnerei (Garnherstellung aus dem Vorgarn)
- Webvorbereitung (Zwirnen, Kettschären Schären (Herstellen der Webkette), Leimen der Kette)
- Weberei (Herstellen des Gewebes)
- Nassappretur (Waschen, Walken, Rauhen des Tuchs)
- Stückfärberei (Färben des Tuches, zur Erzielung einer gleichmäßigen Färbung, z. B. für Uniformtuche)
- Trockenapparatur (Finish oder Endbehandlung des Tuches: Noppen, Dämpfen, Scheren, Pressen, Dekatieren)
- Endkontrolle mit Hängevorrichtungen und Nopperei-Tischen.
- Kontor und Tuchlager[11][3]

## Reaktivierung historischer Maschinen und Vorführbetrieb

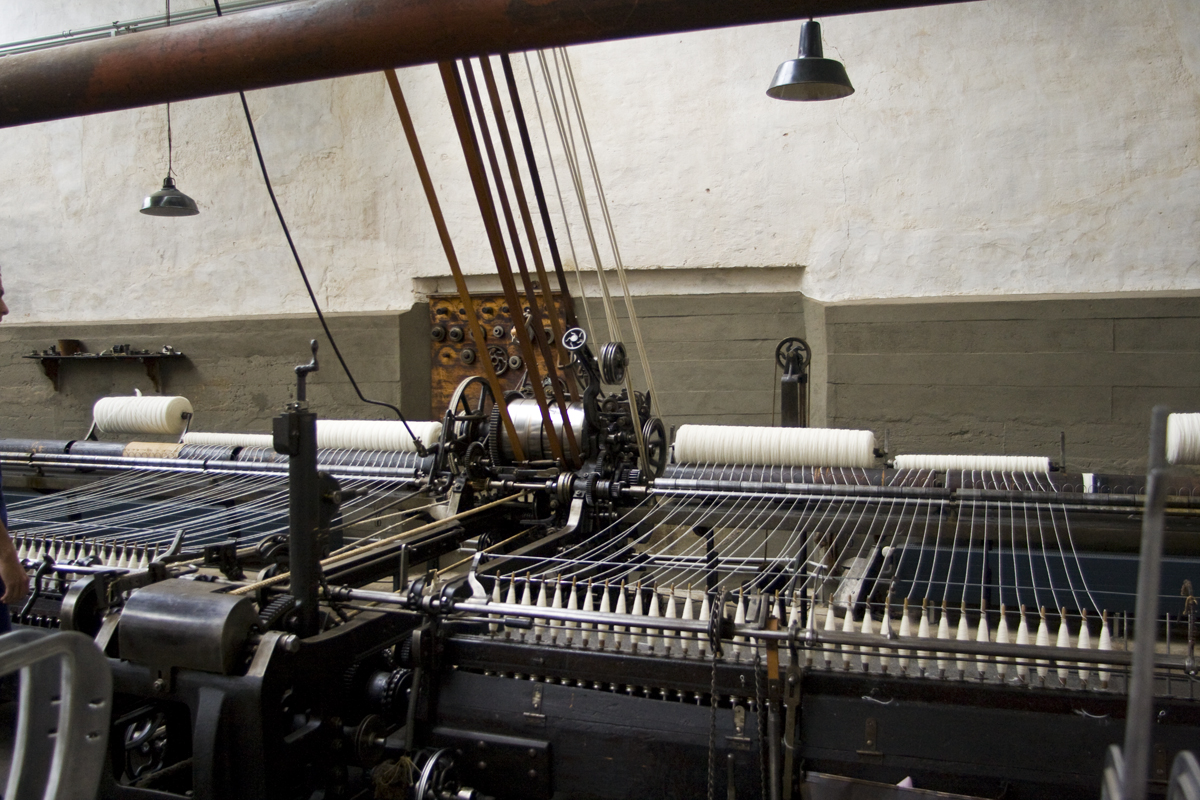
Reaktivierte Spinnmaschine

Einige der zentralen Maschinen sind wieder funktionsfähig hergerichtet worden und laufen regelmäßig im Rahmen des Vorführbetriebs:
- die „Dampfmaschine“ (Fa. Otto Recke, Rheydt, 1903)
- der „Krempelwolf“ (Fa. Oscar Schimmel & Co. A. G., Chemnitz, 1898)
- ein „Krempelsatz“ (Fa. C. E. Schwalbe, Werdau, 1913)
- ein „Selfaktor“ zum Spinnen (Fa. Oscar Schimmel, Chemnitz, 1897)
- vier „Webstühle“ (u. a. Fa. Sächsische Webstuhlfabrik, vorm. Louis Schönherr, Chemnitz, Fa. Großenhainer Webstuhl- und Maschinenfabrik, Großenhain)

Im Vorführbetrieb an den reaktivierten Maschinen werden Produkte hergestellt, die verkauft oder weiter verarbeitet werden: Wollvließ, Wollgarne, Wolltücher. Aus diesem „Müller-Tuch“ werden z. B. Wolldecken, Mützen, Mäntel und Sakkos hergestellt. Folgende Maschinen funktionieren ebenfalls wieder, werden aber in der Regel nicht bei den öffentlichen Führungen vorgeführt: die Zwirnmaschine (Fa. Peter Thieron Sohn, Eupen, 1919) und die Kettschärmaschine (Fa. Sächsische Webstuhlfabrik, vorm. Louis Schönherr, Chemnitz, 1907).
Eine wesentliche Aufgabe sieht das Museum neben der Erhaltung der Maschinen auch in der Bewahrung des (nicht gegenständlichen) Wissens, das erforderlich ist, um die historischen Textil-Technik in Betrieb zu behalten. Zunächst wurden die ehemaligen Arbeitskräfte ausführlich zu den historischen Arbeitsprozessen, Arbeitsbedingungen und Arbeitsumständen befragt.
Das praktische Wissen für den Betrieb der historischen Maschinen (Betrieb, Einstellung, Wartung, Reparatur) wurde zudem – fast vergleichbar dem Verfahren der experimentellen Archäologie – durch die Museumstechniker an den Maschinen erarbeitet. Diese Kenntnisse werden ständig in einem „learning-by-doing“-Prozess erweitert und im Museumsbetrieb an neue Mitarbeiter weitergegeben.
Durch die regelmäßige Vorführung und Erläuterung der Maschinen für Besucher wird die Funktionsweise dieser Maschinen dem Publikum vor Ort nahegebracht.
Ein weiterer Schritt der Vermittlung des Wissens um die Funktion der historischen Technik besteht in der filmischen Dokumentation zentraler Schritte der Wolltuch-Herstellung und des Antriebssystems. Diese Filme sind ortunspezifisch angelegt und zeigen idealtypisch wesentliche Techniken einer historischen Tuchfabrik.
- Dampfmaschine
- Transmissionsanlage im Original- und Museums-Modell
- Krempelei/Vorgarnherstellung
- Spinnmaschine/Selfaktor
- Mechanischer Webstuhl

## Restaurierungskonzept

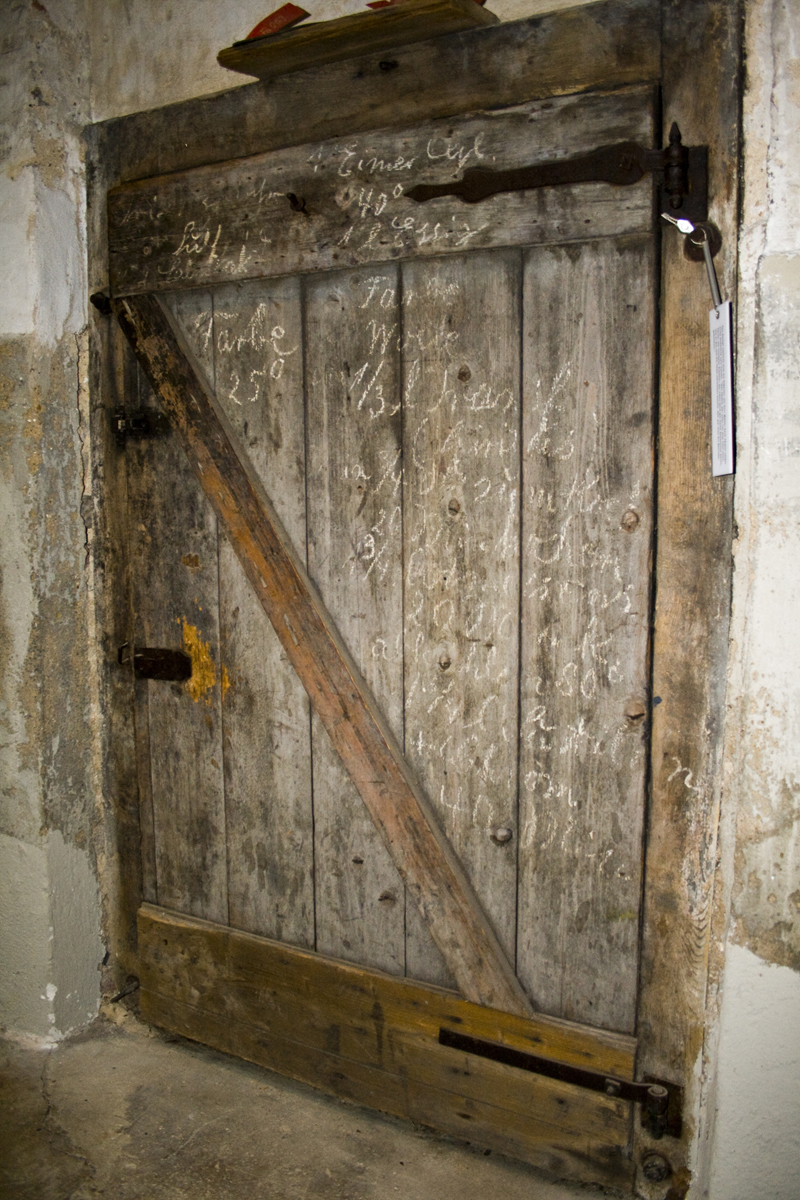
Auf einer Tür konnten alte Färberezepte gesichert werden.

Ziel der Restaurierung des Gebäudes und des Inventars war es, die Tuchfabrik wieder in den Zustand zum Zeitpunkt ihrer Schließung 1961 zu versetzen. Es sollten also nur Veränderungen und Verfallserscheinungen, die nach 1961 eingetreten waren, zurückgeführt werden. Wenn Reparaturen oder Erneuerungen notwendig waren, wurden diese in Bezug auf Material und Machart streng nach historischem Vorbild durchgeführt. Wo moderne Einbauten und Ergänzungen für den Vorführbetrieb und die Sicherheit der Besucher unerlässlich waren, wurden sie farblich abgesetzt, um sie als Eingriff erkennbar zu machen.
Für die Restaurierung der Maschinen ergaben sich aus dem Restaurierungskonzept drei Zustände, in die die Maschinen versetzt wurden
- Stillstands-Zustand: vor 1961 stillgelegte Maschinen, die beispielsweise nur noch als Ersatzteillager dienten, wurden von Bauschmutz gereinigt, nicht aber von Rost und Zerfall. Die Restauratoren hatten in diesem Fall den Auftrag, Schäden oder fehlende Teile zu ignorieren, gerade weil diese auch den Zustand der Nichtbenutzung dokumentieren.
- Betriebs-Zustand: Bis zur Stilllegung benutzte Objekte wurden hingegen wieder in einen gepflegten Gebrauchszustand versetzt. Dies bedeutete eine gründliche Reinigung und Entrostung, insbesondere der während des Betriebs sauberen und blanken Stellen. Alte Oberflächen und Lacke, Improvisationen und Behelfslösungen wurden belassen. Schäden durch die Zeit des langen Stillstands wie morsches Holz oder Mottenfraß wurden behutsam behoben.
- Reaktivierter Zustand: Einige zentrale Maschinen wurden wieder in Funktion genommen. Dabei werden so wenig wie möglich Eingriffe in die Maschinen vorgenommen. Der Anteil der ausgetauschten Teile, die als Dokumente der Betriebsgeschichte aufbewahrt werden, beträgt zwischen zwei und fünf Prozent und beschränkt sich zumeist auf Verschleißteile.[13][9]:43–46

## Museumskonzept
Da es Absicht des Museums war, den „Fabrikkosmos“ in den Mittelpunkt einer lebensnahen Präsentation zu stellen, wurden alle musealen Eingriffe zurückhaltend konzipiert. Das wichtigste Informationsmedium ist die mündliche Führung, die ergänzt wird durch Vorführbetrieb an den historischen Maschinen, der Bestandteil jedes Besuchs der Tuchfabrik ist.
Texttafeln, Vitrinen und moderne Medien spielen in der Tuchfabrik nur eine untergeordnete und unterstützende Rolle: Knappe Auszüge aus Interviews mit ehemaligen Arbeitern zu einzelnen Maschinen und Inventarteilen geben Informationen zum Arbeitsablauf und dem Betriebsleben. Hölzerne Hände mit Werkzeugen und Arbeitsmaterial am Krempelsatz versinnbildlichen zum Beispiel die alltäglich notwendigen Handgriffe und Verrichtungen an dieser Maschine. Ein Modell der komplexen Transmissionsanlage veranschaulicht die historische Kraftübertragung von der Dampfmaschine zu den Produktionsmaschinen über Wellen und Riemen.
Die Einordnung in den wirtschafts- und sozialhistorischen Kontext geschieht mit einer kleinen Ausstellung in den gegenüber liegenden ehemaligen Wohnräumen der Familie Müller, in der Bilder und Objekte zur Firmengeschichte, aus dem Alltagsleben der Beschäftigten und zur Geschichte und Krise der rheinischen Tuchindustrie gezeigt werden. Dort kann man erfahren, wie es in anderen, größeren, moderneren Tuchfabriken aussah, dort werden die Gründe und Folgen des Sterbens vieler Tuchfabriken in der Region analysiert.
Im Jahr 2017 erfuhr die museale Einrichtung der Tuchfabrik Müller aus dem Jahr 2000 eine mediale Ergänzung. Im Fabrikgebäude unterstützen seither Ton- und Bildeinspielungen die Wirkung des historischen Maschinenparks. Im Nebengebäude erklärt ein Architekturmodell der Gesamtanlage. Zwei Hörstationen bieten dort Erzählungen und Informationen zum Fabrik-Alltag und zur Geschichte der regionalen Tuchindustrie.

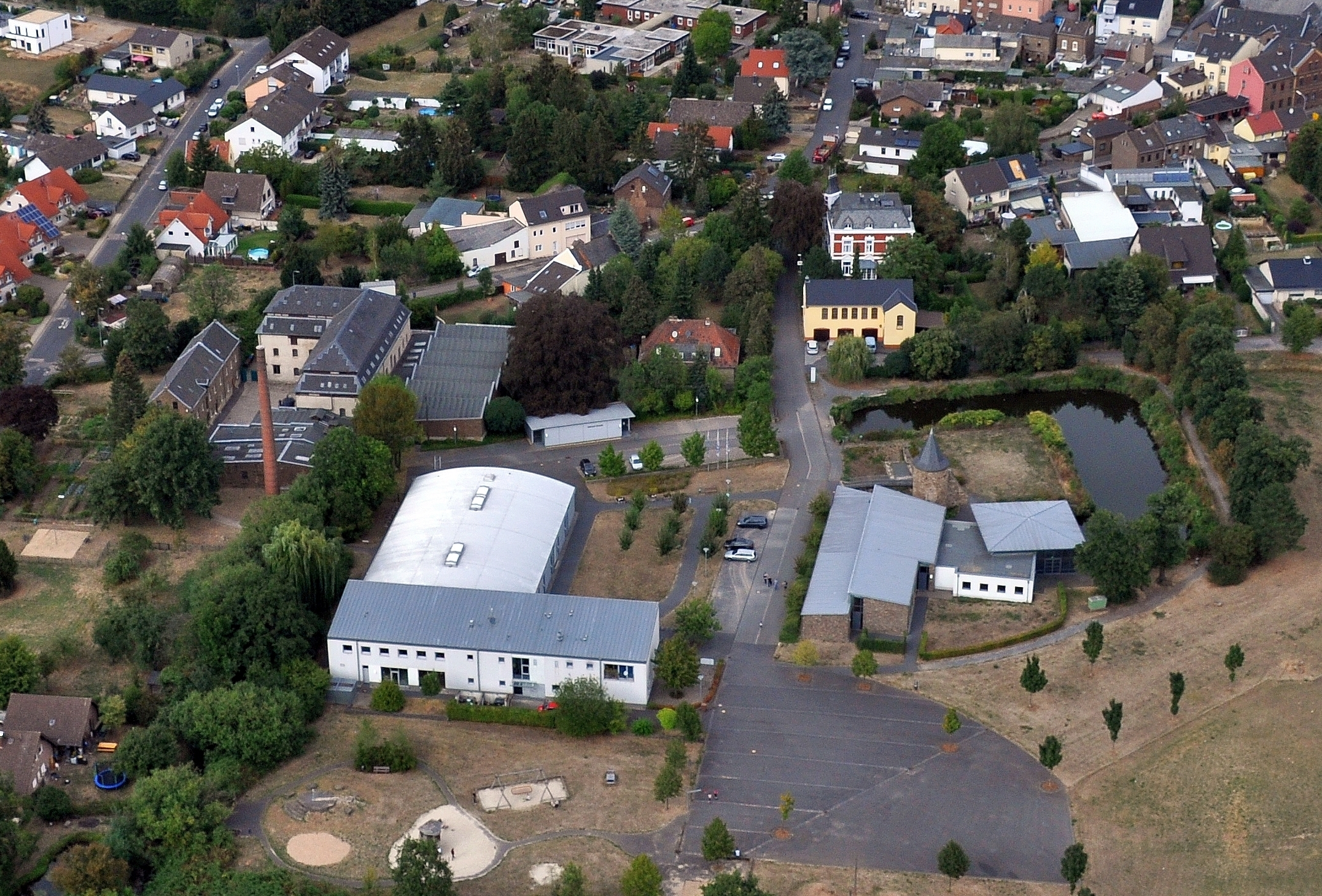
Ensemble des LVR-Industriemuseums Tuchfabrik Müller

Aus der Grundsatz-Entscheidung, die Tuchfabrik in einem möglichst authentischen Zustand zu erhalten, erwuchs der Bedarf nach einem ergänzenden Museumsneubau für die modernen Museumsfunktionen. Im vorgeschalteten Neubau – auf dem Areal der ehemaligen Tuchfabrik Jacob Koenen (1808 bis 1982) – sind wechselnde Sonderausstellungen des Museums zu kulturgeschichtlichen Themen zu sehen. Dort sind auch Räumlichkeiten für die modernen Museumsfunktionen von der Museumspädagogik, über die Museumskasse, den Museumsladen, die Cafeteria bis hin zur Haustechnik und Verwaltung.

## Historische Entwicklung

### Von der Papiermühle (1801) zur Textilverarbeitung

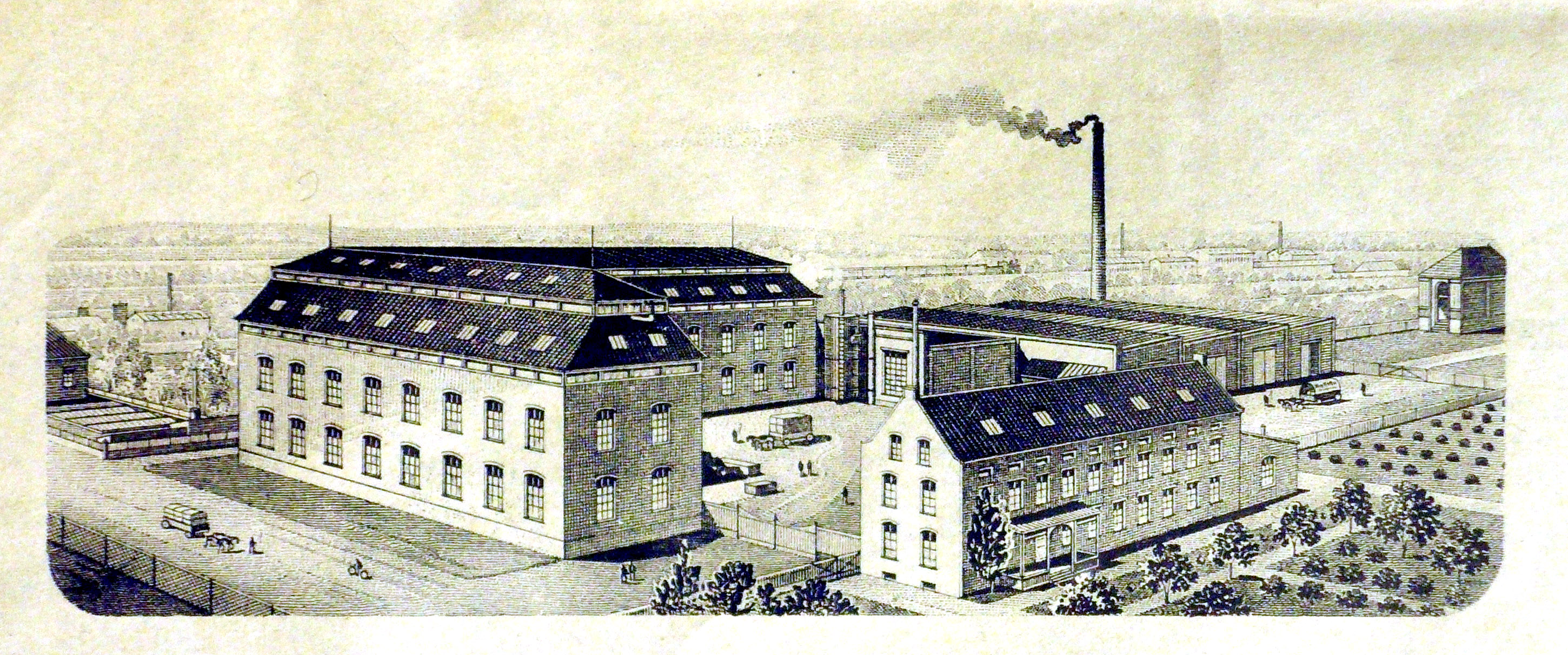
Briefkopf der Tuchfabrik Müller, um 1910

Die ältesten der heute noch existierenden Gebäude des Ensembles stammen aus dem Jahr 1801. Damals ließen die Gebrüder Fingerhut eine Getreidemühle am Kuchenheimer Erftmühlenbach abreißen, um dort eine Papiermühle zu errichten. Sie errichteten ein großzügiges Fabrikgebäude mit Mansardwalmdach – unter der geräumigen Dachkonstruktion ließen sich die Papierbögen zum Trocknen aufhängen. 1843 mussten die Gebr. Fingerhut die Produktion angesichts des für Papierproduktion zu verschmutzten Wassers und der Konkurrenz moderner Maschinen aufgeben.
Die Anlage wurde daraufhin als Wollspinnerei und Wollwäscherei genutzt. Schritt für Schritt bauten verschiedene Inhaber die Spinnerei zu einer Volltuchfabrik aus, in der alle Abläufe der Tuchherstellung unter einem Dach stattfanden: vom Vorbereiten der losen Wolle bis zum Versand des fertigen Stoffs. 1860 wurde die erste Dampfmaschine installiert, da für die Produktion von Tüchern die Wasserkraft des Baches nicht mehr ausreichte. Mit der Ausdehnung der Produktion wurden ein Kontor und ein Tuchlager notwendig, das 1867 gegenüber der Tuchfabrik errichtet und alsbald um ein Wohnhaus erweitert wurde. Gemeinsam mit dem L-förmigen Fabrikgebäude bilden die Gebäude den heute noch charakteristischen Innenhof der Tuchfabrik.:32 f.

### Die Ära Müller (1894–1961)

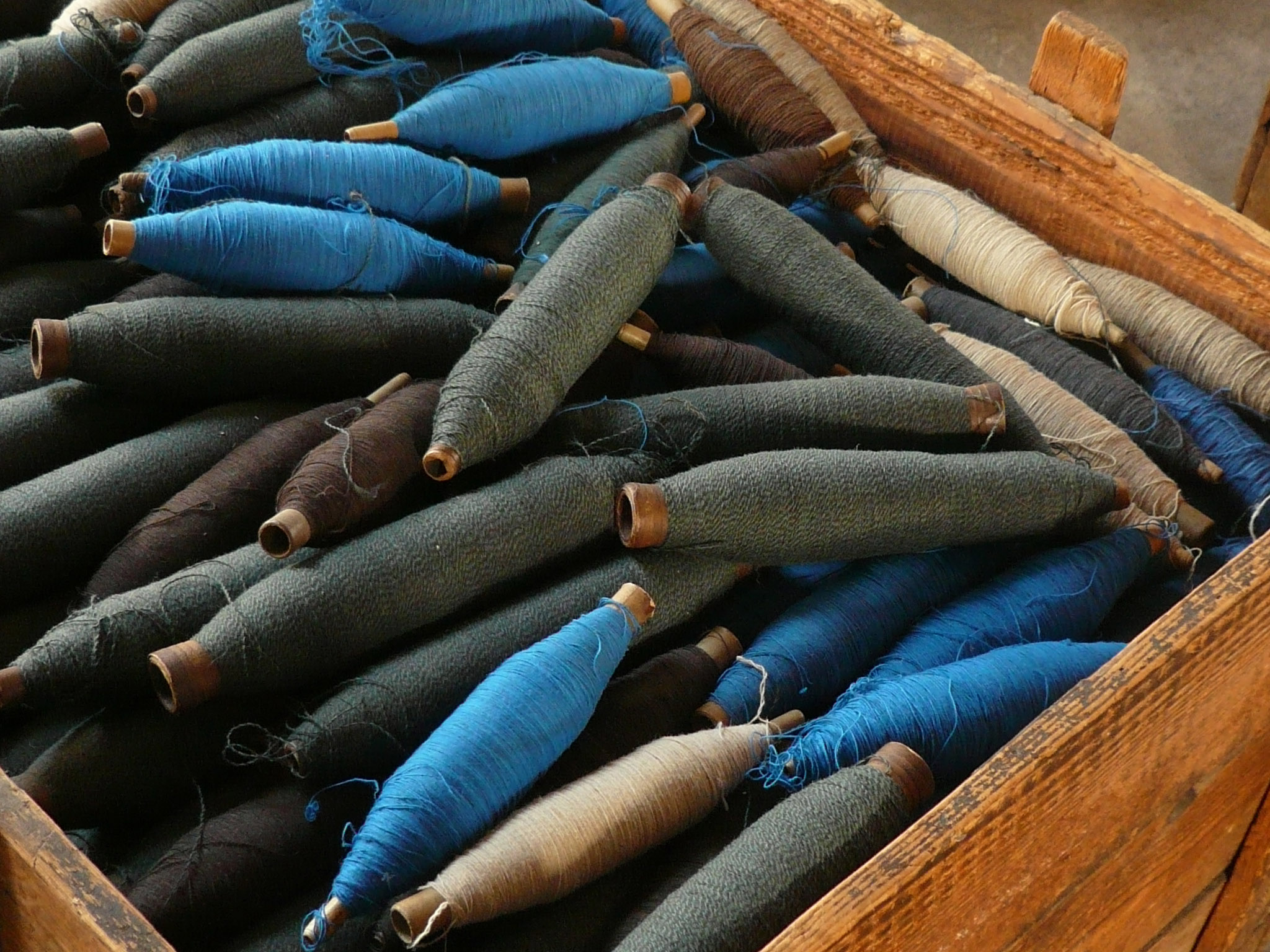
Kiste mit noch erhaltenen Garnen aus der Produktion bis 1961

1894 ersteigerte Ludwig Müller die Tuchfabrik und modernisierte den gesamten Maschinenpark. 1903 erstand Müller eine neue Dampfmaschine, 1913 eine neue Francis-Turbine, die von nun an gemeinsam die Transmission antrieben. Der letzte Anbau war 1922/23 der Bau einer Shedhalle, in der die Spinnerei ihren Platz hatte.
Müller stellte ausschließlich Streichgarn her, einen sehr langlebigen und robusten Wollstoff. Bis zum Ersten Weltkrieg erfreute sich die Tuchfabrik eines stabilen Aufschwungs und belieferte Tuchhandlungen und Kaufhäuser in ganz Deutschland, darunter Wertheim, Karstadt und Peek & Cloppenburg. Gleichzeitig gelang Müller der Einstieg in die Uniformtuchproduktion, indem er zunächst Marine und Heer mit Tüchern versorgte. Mit der Zeit verstärkte sich die Spezialisierung der Tuchfabrik Müller auf Uniformstoffe.
1929 verstarb Ludwig Müller, die Fabrik übernahm sein Sohn Kurt Müller. Weitere Modernisierungen der Fabrik fanden von nun an kaum noch statt; auch Versuche einer Elektrifizierung scheiterten. 1942 musste die Tuchfabrik Müller schließen, da das NS-Regime eine Rationalisierung und Konzentration der Tuchproduktion in Kriegszeiten anstrebte.
Im Jahr 1947 nahm die Produktion wieder Fahrt auf; zunächst mit Garn-, ein Jahr später wieder mit Tuchproduktion. Allerdings erreichte das Unternehmen nicht mehr die Blüte früherer Jahre; den Großteil der Produktion machten kleinere Uniformaufträge (beispielsweise für Nahverkehrsbetriebe, Deutsches Rotes Kreuz und Bundesgrenzschutz) aus.

### Schließung der Fabrik (1961)

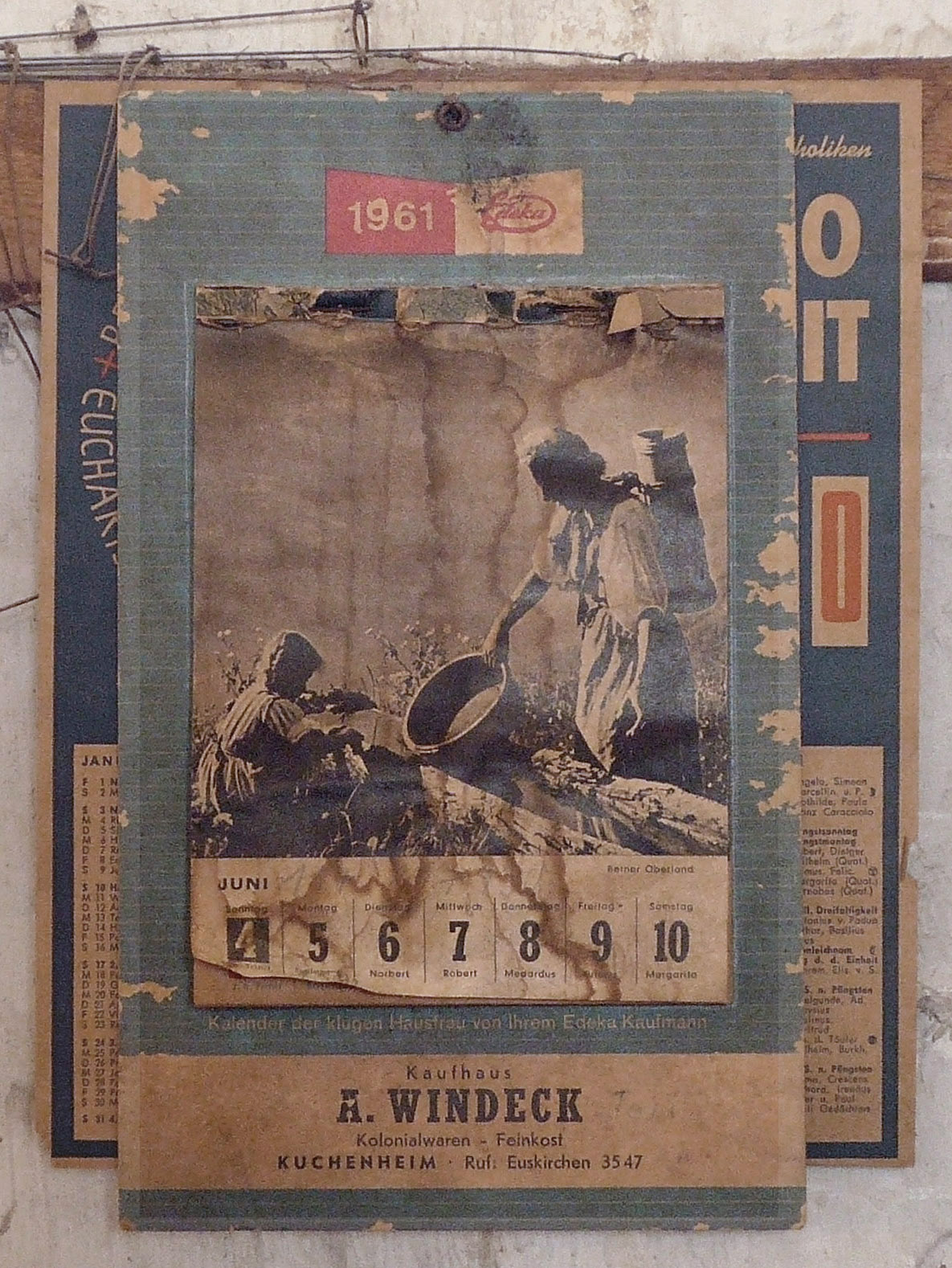
Ein Wandkalender, der in Weberei hängt, zeigt das Blatt der letzten Betriebswoche im Sommer 1961 an.

Bereits in der Nachkriegszeit zeichneten sich Probleme für den weiteren Erhalt der Fabrik ab. Letztlich lassen sich für die Schließung vieler kleiner Wolltuchfabriken um 1960 verschiedene Gründe ausmachen.
- Neue Konkurrenz durch EWG: In der Nachkriegszeit fand unter Wirtschaftsminister Ludwig Erhard eine Liberalisierung der Märkte statt, die mit dem Inkrafttreten der Europäischen Wirtschaftsgemeinschaft 1958 ihren deutlichsten Ausdruck fand. Die deutschen Tuchfabriken mussten sich nun nicht nur einer ungewohnten nationalen, sondern auch einer europäischen Konkurrenz stellen. Der Versuch einiger Euskirchener Tuchfabrikanten durch Eingaben bei Bundeskanzler, Finanzminister und Wirtschaftsausschuss auf Strafzölle für italienische Wollwaren hinzuwirken, blieb erfolglos. Die Tuchindustrie wurde zugunsten anderer Industrien, die vom freien Wirtschaftsraum profitierten, „geopfert“.
- Verändertes Konsumverhalten: In Zeiten des Wirtschaftswunders waren die langlebigen Streichgarntuche in gedeckten Farben, die die Tuchfabrik Müller herstellte, nicht mehr gefragt. Die Konsumenten verlangten nach preiswerten, modischen, bunten Stoffen. Besonders die Tuchindustrie des italienischen Prato wuchs zur stärksten Konkurrenz heran: sie verwandte statt der teuren Schurwolle die günstigere und qualitativ minderwertigere Reißwolle, die in modischen Mustern und Farben verwebt wurde. Zudem kam der Rohstoff Wolle aus der Mode und Baumwolle und Chemiefasern eroberten zunehmend den Bekleidungsmarkt. Statt Tuchhosen und Wollmänteln trug man nun Jeans und Parka.
- Billiglöhne in anderen Staaten: In Italien arbeitete man in einem Verlagssystem, in dem der Großteil der Arbeit von Heimarbeitern geleistet wurde. Diese arbeiteten als selbständige Kleinunternehmer, somit waren keine Sozialabgaben abzuführen und Tarifverträge einzuhalten. Durch dieses „Sozialdumping“ war die Arbeitsstunde dort um rund ein Viertel günstiger. Die deutsche Tuchindustrie wehrte sich dagegen, indem sie den Qualitätssinn des Verbrauchers zu schärfen suchte (zum Beispiel mit dem Wollsiegel ) und die Verarbeitungsschritte mit neuen Maschinen modernisierte.
- Fehlende Modernisierung: Kleine Firmen konnten sich die finanzielle Anstrengung einer Modernisierung nicht leisten. Bei der Tuchfabrik Müller erschwerte zudem das Fabrikgebäude, das für die Anforderungen einer Papiermühle erbaut worden war, eine Modernisierung. Hinzu kam die fehlende Elektrifizierung der Fabrik – bis zum letzten Arbeitstag wurden alle Maschinen über die Dampfmaschine und die Transmissionsanlage angetrieben.

1961 schloss Kurt Müller die Tore der Fabrik wegen Auftragsmangels, bevor große Verluste auf das Unternehmen zukamen. In der Hoffnung, die Fabrik irgendwann nochmals in Betrieb nehmen zu können, pflegte Müller die Maschinen und beließ die Fabrik in ihrem alten Zustand, bis in den 1980er Jahren der Landschaftsverband Rheinland die Tuchfabrik Müller entdeckte, diese übernahm und sich für deren Bewahrung und museale Präsentation einsetzte.:34

## Museumsaktivitäten

### Sonderausstellungen
Das LVR-Industriemuseum Euskirchen zeigt regelmäßig Sonderausstellungen, insbesondere zur Sozial- und Kulturgeschichte. Ein Ausstellungsschwerpunkt ist (gemeinsam mit dem LVR-Industriemuseum Ratingen) die Kulturgeschichte der Kleidung. Bisherige Sonderausstellungen
- Leute machen Kleider (2002)[20]
- Kleider machen Leute (2003)
- Euskirchener Wirtschaftsgeschichte (2003/2004)
- Essens-Zeiten (2004/2005)[21][22]
- Die Frau in Weiß (2005/2006)[23]
- Körper und Kleider seit 1850 (2006/2007)[24]
- Schlafenszeit. (Zur Kulturgeschichte von Schlaf und Traum) (2007/2008)[25]:31–60
- Im Zauber der Nacht – Abendkleider aus zwei Jahrhunderten (2008/2009)[25]:96–123
- Dessous – 150 Jahre Kulturgeschichte der Unterwäsche (2009/2010)
- Hauptsache Hut. 150 Jahre Hutgeschichte(n) (2010–2012)[26]
- Glanz und Grauen. Mode im „Dritten Reich“ (10/2013–12/2014)[27]
- Das Pepita-Virus. Herstellung und Verbreitung eines Stoffmusters. (21. Juni 2015–3. April 2016)[28]
- Stadt, Land, Garten. Zur Kulturgeschichte des Nutzgartens. (8. Mai–18. Dezember 2016)[29]
- Ist das möglich? (5. Februar – 17. Dezember 2017)
- Die Welt im Kleinen – Baukästen aus der Sammlung Griebel. (13. Mai – 2. Dezember 2018)
- Mythos Neue Frau. Mode zwischen Kaiserreich, Weltkrieg und Republik. (17. Februar – 17. November 2019)
- Mode 68. Mini, sexy, provokant. (28. Juni 2020 – 15. August 2021)
- Must-Have. Geschichte, Gegenwart, Zukunft des Konsums (14. November 2021 – 18. Dezember 2022)
- Modische Raubzüge. Von Luxus, Lust und Leid. 1800 bis heute (5. März 2023 – 7. Januar 2024)
- Probiert? Kapiert! Die Mitmach-Ausstellung für Kinder, Jugendliche und Familien (26. April 2024 – 24. August 2025)

### Museumspädagogik
Das Museum bietet in Kooperation mit freien Museumspädagogen Angebote für Kinder und Jugendliche aller Schulformen und Altersklassen. Dabei reicht das Spektrum von Filz-Workshops und der Inbetriebnahme von Modell-Dampfmaschinen über Entdeckungstouren durch die Fabrik bis hin zu ökologischen Projekten am Erftmühlenbach. Für Erwachsene finden täglich öffentliche Führungen durch die Fabrik statt, bei denen die historischen Textilmaschinen vorgeführt werden.

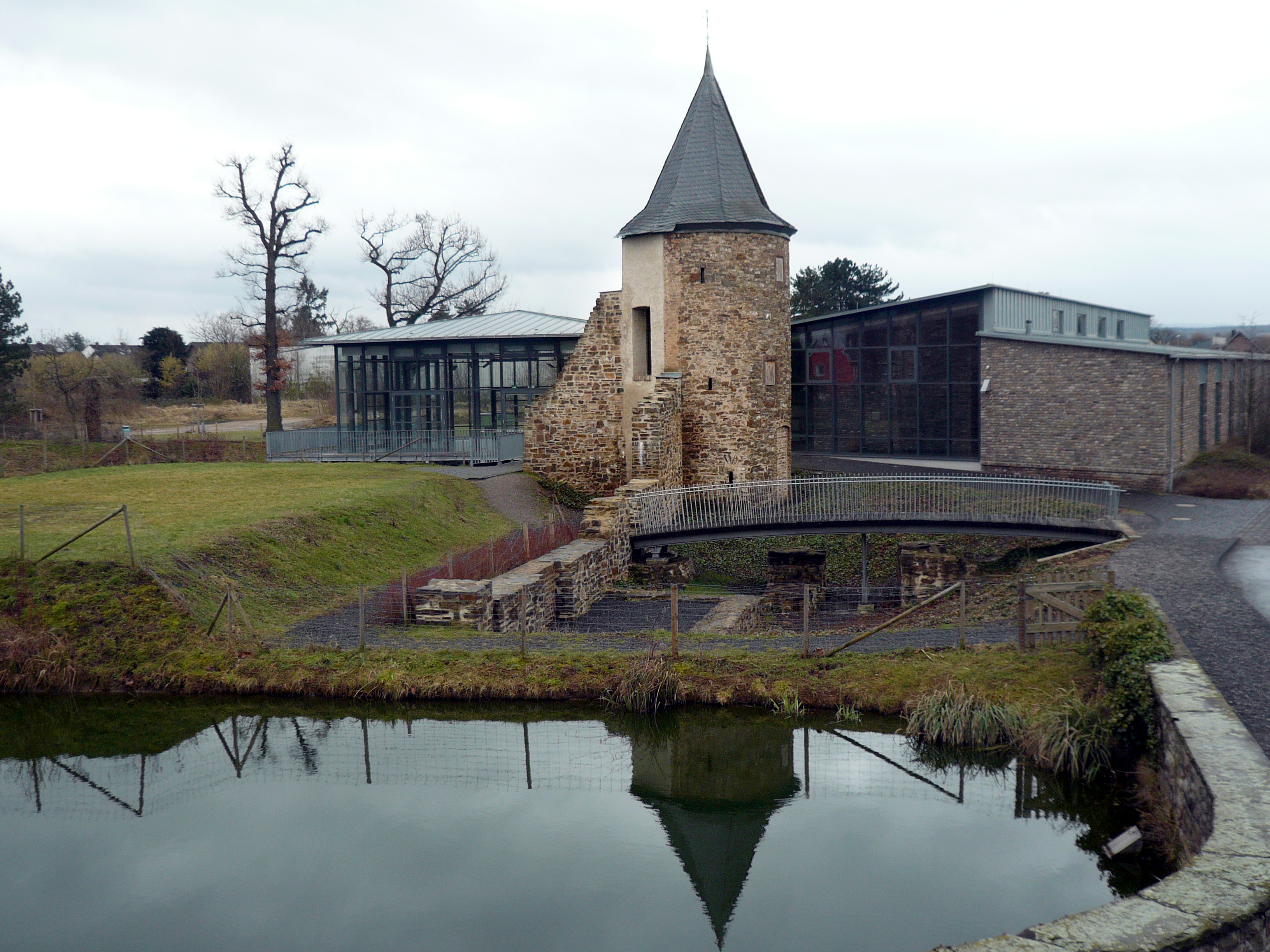
Das Museumsgästehaus Mottenburg und die Reste der Oberen Burg

### Museumsgästehaus Mottenburg
Ebenfalls zum LVR-Industriemuseum gehört das Museumsgästehaus „Mottenburg“, das aus Backsteinen (Feldbrandsteinen) der ehemaligen Tuchfabrik Jacob Koenen neben den Überresten der mittelalterlichen Oberen Burg in Kuchenheim und Überresten einer Motte errichtet ist. Als außerschulischer Lernort bietet er Kindern und Jugendlichen einen intensiven Einblick in die Industrie- und Sozialgeschichte und die Möglichkeit zu mehrtägigen Aufenthalten.

### Rheinischer Wollmarkt
Kurz nach Übernahme der Fabrikgebäude durch den LVR entstand 1990 der Wollmarkt. Er findet jährlich am ersten Sonntag im Juni auf dem Gelände des Museums, des angrenzenden Museumsgästehauses Mottenburg und rund um die Kuchenheimer Kirche statt. Der Markt mit jährlich knapp 10.000 Besuchern, bietet neben einer Tierschau der Rheinischen Schafzüchter in erster Linie textiles Kunstgewerbe, handgefertigte Waren mit nachhaltigem Charakter und vielfältige Produkte aus Wolle, Schafsmilch etc.